# Teofil Lesiński

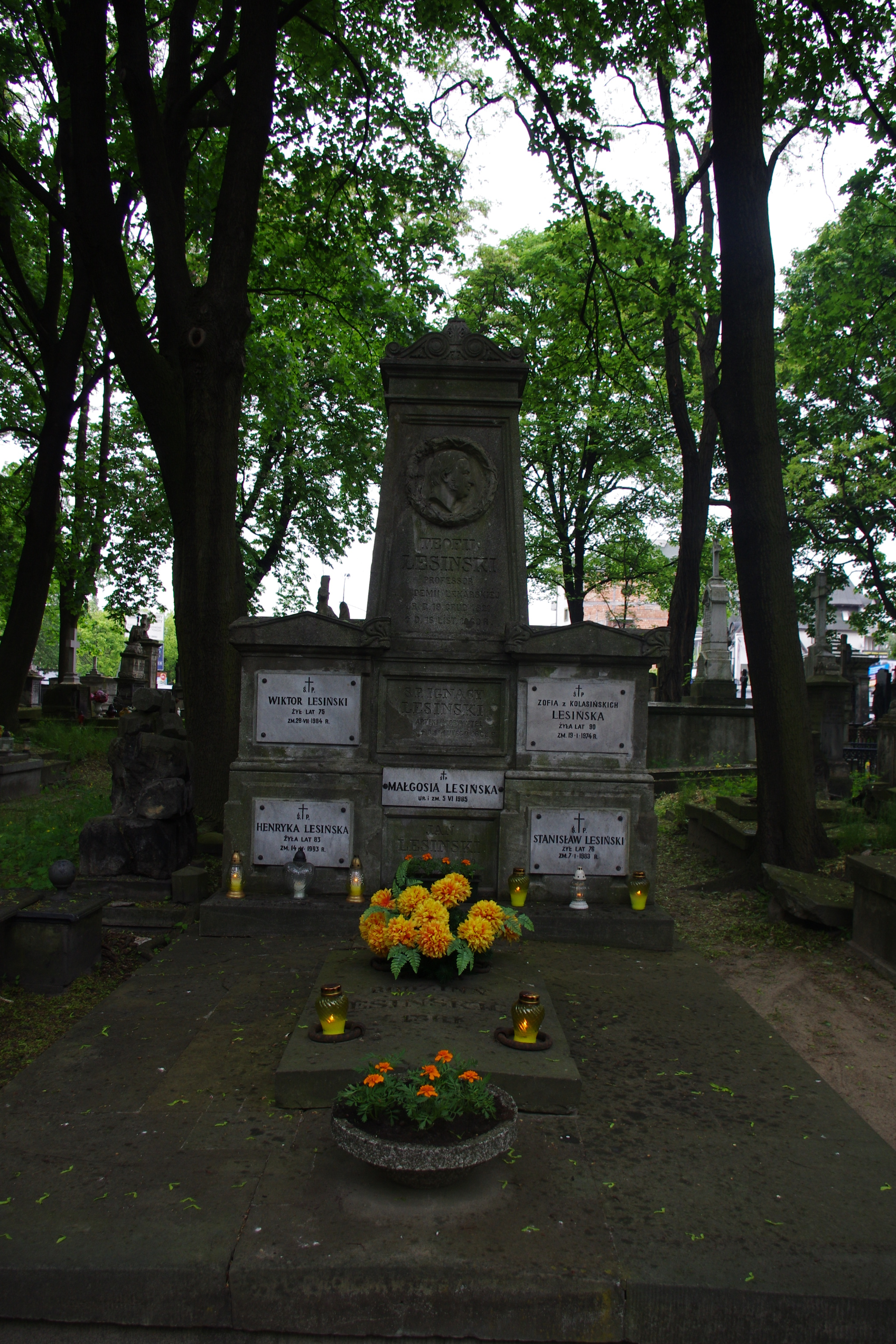
Grób chemika i farmaceuty Teofila Lesińskiego na Starych Powązkach w Warszawie

Teofil Lesiński (ur. 19 lutego 1821 w Warszawie, zm. 16 listopada 1860 tamże) – chemik i farmaceuta polski.
Kształcił się w kraju i za granicą (w Paryżu). Przed Radą Lekarską w Warszawie złożył egzamin na stopień magistra farmacji. Wykładał farmakognozję i farmację stosowaną w warszawskiej Szkole Farmaceutycznej. Był też autorem pierwszych podręczników z farmakognozji i chemii oraz innych przedmiotów nauczanych na studiach farmaceutycznych w połowie XIX wieku. 
Brał udział w ustalaniu polskiego słownictwa chemicznego. Był naczelnym redaktorem i współautorem Farmakopei Polskiej w 1860 roku. Prowadził również własne badania naukowe w swoim laboratorium aptecznym; wyniki badań nad składem wód mineralnych publikował w głównie w ukazującym się wtedy "Tygodniku Lekarskim".
Pochowany na Starych Powązkach w Warszawie (kwatera 179-3-28).